# Jaroslav Pelikan
Jaroslav Pelikan (17. prosince 1923, Akron, Ohio – 13. května 2006, Hamden, Connecticut) byl americký teolog a historik, profesor Yaleovy univerzity, který se věnoval hlavně dějinám křesťanské tradice a křesťanských církví.

## Život
Pocházel ze slovenské rodiny luteránských pastorů, vystudoval teologii a roku 1946 promoval na University of Chicago. Téhož roku se oženil s P. S. Buricovou a měli pak spolu tři děti. V letech 1949–1953 přednášel na univerzitě v Indianě, od roku 1953 v Chicagu a od roku 1962 na Yaleově univerzitě. V letech 1973–1978 byl děkanem historické fakulty, Roku 1998 konvertoval k Americké pravoslavné církvi a v dopise svému sboru vysvětlil, že je to přirozené vyústění jeho celoživotní práce a zájmu o křesťanské tradice.

## Dílo
Pelikan se podílel na vydávání patristických spisů (Jan Chrysostomos, Aurelius Augustinus), spisů Erasma Rotterdamského, na novém překladu spisů Martina Luthera (55 svazků, 1955–1971) a byl redaktorem náboženské části Encyclopædia Britannica.
Jako historik se zabýval křesťanskou tradicí a kladl důraz na její souvislost. Jeho první kniha, „Od Luthera po Kierkegaarda“, je věnována vývoji protestantismu a v letech 1971–1989 vydal monumentální pětisvazkové dílo „Křesťanská tradice. Dějiny a vývoj učení“ – moderní protějšek k Dějinám dogmatu německého historika Adolfa Harnacka, který byl jeho vědeckým vzorem. Od Harnacka se však liší tím, že křesťanské učení (lex credendi) vzniká podle něho z modlitby a bohoslužby (lex orandi) a ne naopak. Tím je daleko bližší východní, pravoslavné tradici, které také připisuje mnohem větší význam. Zatímco Harnack vysvětluje vývoj učení hlavně filozofickými a politickými vlivy, Pelikan zdůrazňuje význam výkladu Bible. Věnoval se také posvátným knihám jiných náboženství – Koránu, Rgvédu a Dhammapadě. Jeho dílo je tak výrazně ekumenické a oceňují je nejen protestanti, ale také katolíci (například papež Benedikt XVI.) a pravoslavní. Druhý svazek jeho „Křesťanské tradice“ je považován za nejobsáhlejší dějiny východního křesťanství.

## Citát
| „            | Tradice je živá víra mrtvých. Tradicionalismus je mrtvá víra živých. | “ |
| — J. Pelikan |                                                                      |   |

## Ocenění
Jaroslav Pelikan získal více než 40 univerzitních ocenění a čestných doktorátů, byl členem a prezidentem American Academy of Arts and Sciences, členem poradního sboru prezidenta Clintona a roku 2004 obdržel společně s Paulem Ricoeurem Klugeho cenu za celoživotní dílo v humanitních vědách. Svůj podíl, půl milionu dolarů, věnoval pravoslavnému semináři sv. Vladimíra.

## Výběr spisů
- The Riddle of Roman Catholicism (Hádanka římského katolicismu, 1959)
- The Christian Tradition: A History of the Development of Doctrine, 5 sv. (1973–1990). Chicago: University of Chicago Press
  - Svazek 1: The Emergence of the Catholic Tradition 100–600 (Vznik katolické tradice 100-600, 1973) ISBN 0-226-65371-4
  - Svazek 2: The Spirit of Eastern Christendom 600–1700 (Duch východního křesťanství, 1974) ISBN 0-226-65373-0
  - Svazek 3: The Growth of Medieval Theology 600–1300 (Růst středověké teologie, 1978) ISBN 0-226-65375-7
  - Svazek 4: Reformation of Church and Dogma 1300–1700 (Reformace církve a dogmatu, 1984) ISBN 0-226-65377-3
  - Svazek 5: Christian Doctrine and Modern Culture since 1700 (Křesťanské učení a moderní kultura od 1700, 1990) ISBN 0-226-65380-3
- Jesus Through the Centuries: His Place in the History of Culture (Ježíš napříč staletími: jeho místo v dějinách kultury, 1985) Yale U. Press, ISBN 0-300-07987-7
- The Vindication of Tradition: The 1983 Jefferson Lecture in the Humanities (Obhajoba tradice, 1986) Yale U. Press, ISBN 0-300-03638-8.
- The Excellent Empire: The Fall of Rome and the Triumph of the Church (Skvělá říše: pád Říma a vítězství církve, 1989)
- Imago Dei: the byzantine apologia for icons (Imago Dei: byzantská obhajoba obrazů, 1990)
- Confessor Between East and West: A Portrait of Ukrainian Cardinal Josyf Slipyj (Vyznavač mezi Východem a Západem: portrét ukrajinského kardinála J. Slipyje, 1990), ISBN 0-8028-3672-0
- The Idea of the University: A Reexamination (Idea univerzity: přezkoumání, 1992) Yale U. Press, ISBN 0-300-05834-9
- Christianity and Classical Culture: The Metamorphosis of Natural Theology in the Christian Encounter with Hellenism (Křesťanství a klasická kultura: proměna přirozené teologie v setkání křesťanství s helénismem, 1993) Gifford lectures, Aberdeen, Yale U. Press, ISBN 0-300-06255-9
- Mary Through the Centuries: Her Place in the History of Culture (Marie napříč staletími: její místo v dějinách kultury, 1996) Yale U. Press, ISBN 0-300-07661-4
- Fools for Christ: Essays on the True, the Good, and the Beautiful (Blázni pro Krista: eseje o pravdivém, dobrém a krásném, 1995) Fortress Press, (2001) Wipf & Stock ISBN 978-1-57910-802-1
- What Has Athens to Do with Jerusalem?: Timaeus and Genesis in Counterpoint (Co mají Athény společného s Jeruzalémem: Timaios a Genesis vedle sebe, 1998) Thomas Spencer Jerome Lectures, University of Michigan Press, ISBN 0-472-10807-7
- Credo: Historical and Theological Guide to Creeds and Confessions of Faith in the Christian Tradition (Credo: historický a teologický průvodce vyznáními víry v křesťanské tradici, 2003) Yale U. Press, ISBN 0-300-09388-8
- Whose Bible Is It? A History of the Scriptures Through the Ages (Čí je to Bible? Dějiny Písma napříč staletími, 2005) ISBN 0-670-03385-5
- Mary: Images Of The Mother Of Jesus In Jewish And Christian Perspective (Marie: obrazy matky Ježíšovy v židovské a křesťanské perspektivě, 2005)